# Frobenius algebra
I matematik er en frobeniusalgebra kort sagt en endelig, unitær, associativ algebra over et legeme udstyret med en særlig ekstra struktur kaldet en frobeniusform. En Frobeniusalgebra tager sit navn fra den tyske matematiker Ferdinand Georg Frobenius.

## Definition

### Indledende definitioner
{\displaystyle k}-vektorrum. Lad {\displaystyle k} være et legeme og {\displaystyle A} en abelsk gruppe. Vi siger, at {\displaystyle A} er et {\displaystyle k}-vektorrum, hvis det er et {\displaystyle k}-modul, dvs. at der er en associativ, distributiv og unitær afbildning {\displaystyle A\times k\to A}.
{\displaystyle k}-algebra. Lad {\displaystyle A} være et {\displaystyle k}-vektorrum. Vi siger, at {\displaystyle A} er en {\displaystyle k}-algebra, hvis den er udstyret med en bilineær afbildning {\displaystyle \mu \colon A\otimes A\to A} kaldet multiplikation. Vi kalder også {\displaystyle A} for en associativ algebra over {\displaystyle k} eller blot algebra over {\displaystyle k}. Vi kalder algebraen {\displaystyle A} unitær, hvis enhedsafbildningen {\displaystyle \eta \colon k\to A} tilfredsstiller enhedsrelationerne. Således er tuplen {\displaystyle (A,\mu ,\eta )} en monoid.

### Definition af frobeniusalgebra via frobeniusformen
Lad {\displaystyle A} være en {\displaystyle k}-algebra og lad {\displaystyle \epsilon \colon A\to k} være en lineær funktional således, at {\displaystyle \ker(\epsilon )} ikke indeholder nogen ikke-trivielle idealer af {\displaystyle A}. Vi betegner da {\displaystyle (A,\epsilon )} for en frobeniusalgebra og kalder desuden {\displaystyle \epsilon } for frobeniusformen.

## Ækvivalente definitioner af frobeniusalgebra
I det følgende vil vi se to ækvivalente definitioner af frobeniusalgebra. Begge tjener det formål at give mening til en grafisk repræsentation, der viser sig anvendelig i forbindelse med at forstå topologiske kvantefeltteorier i dimension 2.

### Via frobeniusparring
Lad {\displaystyle A} være en {\displaystyle k}-algebra og {\displaystyle \beta \colon A\otimes A\to k} være en associativ ikke-degenereret parring. Vi betegner da {\displaystyle (A,\beta )} for en frobeniusalgebra og kalder desuden {\displaystyle \beta } for en frobeniusparring.

### Via frobeniusrelationen
Lad {\displaystyle A} være et vektorrum med multiplikation {\displaystyle \mu }, enhed {\displaystyle \eta }, co-multiplikation {\displaystyle \delta } og co-enhed {\displaystyle \epsilon } være givet således, at følgende relation, som vi benævner frobeniusrelationen, {\displaystyle (1\otimes \mu )\circ (\delta \otimes 1)=\delta \circ \mu }, gælder. Vi siger da, at {\displaystyle (A,\epsilon )} udgør en frobeniusalgebra.

## Anvendelser

### Topologisk Kvantefeltteori
Det gælder, at kategorien af topologisk kvantefeltteori af dimension 2 og kategorien af kommutative frobeniusalgebraer er ækvivalente som kategorier. Topologisk kvantefeltteori er i litteraturen ofte forkortet som TQFT efter det engelske Toplological Quantum Field Theory. Man kan tænke på 2 dimensional TQFT som (symmetriske monoidale) funktorer fra cobordismer mellem disjunkte foreninger af cirkler til vektorrum over et legeme.
I det følgende præsenteres en grafisk beskrivelse af frobeniusalgebra, som kan anvendes til at se sammenhængen med topologisk kvantefeltteori.
Den grafiske beskrivelse er begrænset på den måde, at den ikke kan beskrive alle de algebraiske entiteter, der er anvendt til at udtrykke den algebraiske struktur af en første definition af en frobeniusalgebra. Den kan for eksempel ikke beskrive, hvad et ideal er. Sagt på en anden måde: Det grafiske vokabular er begrænset. Det grafiske vokabular er dog i stand til formelt at tale om multiplikation {\displaystyle \mu }, enhed {\displaystyle \eta }, co-multiplikation {\displaystyle \delta }, co-enhed {\displaystyle \epsilon } – også kendt som frobeniusformen – samt frobeniusparringen {\displaystyle \beta }.
Den grafiske beskrivelse tager udgangspunkt i afbildninger mellem et legeme {\displaystyle k}, {\displaystyle k}-vektorrum {\displaystyle A} og tensor produkter af {\displaystyle A}, som for eksempel {\displaystyle A\otimes A}. En afbildning af den type beskrives grafisk som en cobordisme mellem to disjunkte foreninger af cirkler. Således vil en afbildning fra {\displaystyle A} til {\displaystyle A} være en cobordisme fra en cirkel til en anden. En afbildning fra {\displaystyle A^{\otimes n}} til {\displaystyle A^{\otimes m}} vil være en cobordisme fra en disjunkt forening af {\displaystyle n} cirkler til en disjunkt forening af {\displaystyle m} cirkler. Vi kan også tænke på en afbildning fra {\displaystyle k} til {\displaystyle A^{\otimes n}}, og det beskrives som en cobordisme fra en disjunkt forening af ingen cirkler, dvs. den tomme mængde, til en disjunkt forening af {\displaystyle n} cirkler.
Lad os for eksempel og som udgangspunkt se på de afbildninger, der konstituerer en {\displaystyle k}-algebra {\displaystyle A}: Multiplikation {\displaystyle \mu \colon A\otimes A\to A} og enhed {\displaystyle \eta \colon k\to A} samt identiteten {\displaystyle id\colon A\to A}, som beskrives i nævnt rækkefølge således:
|  |  |  |

Det første billede, som udtrykker multiplikationen {\displaystyle \mu }, bliver populært kaldet et par bukser. Vi kan se, at buksebenene har en naturlig ordning vertikalt. Vi kan vælge at læse dem oppe fra og ned, ligesom vi læser faktorerne i tensorproduktet fra venstre mod højre.
Co-multiplikation {\displaystyle \delta \colon A\to A\otimes A} og co-enheden, eller frobeniusformen, {\displaystyle \epsilon \colon A\to k} fra co-algebraen over {\displaystyle k} beskrives således:
|  |  |

Sluttelig kan en parring {\displaystyle \beta \colon A\otimes A\to k}, en co-parring {\displaystyle k\to A\otimes A} samt en transpositionsafbilding {\displaystyle \sigma \colon A\otimes A\to A\otimes A} beskrives grafisk således:
|  |  |  |

Komposition af afbildning mellem vektorrum kan også beskrives grafisk ved at klistre cobordismerne efter hinanden. I det tilfælde, det er nødvendigt, som ved komposition af buksepar til at udtrykke associativitet af multiplikation, tilføjes identitetsafbildningen. Det vil se ud således:
|  |

Og således indikeres også, hvordan afbildninger af typen {\displaystyle f\otimes g\colon A^{\otimes n_{1}}\otimes A^{\otimes m_{1}}\to A^{\otimes n_{2}}\otimes A^{\otimes m_{2}}} hvor {\displaystyle f\colon A^{\otimes n_{1}}\to A^{\otimes n_{2}}} og {\displaystyle g\colon A^{\otimes m_{1}}\to A^{\otimes m_{2}}} skal beskrives grafisk, nemlig ved en disjunkt forening af de cobordismer, der beskriver henholdsvis {\displaystyle f} og {\displaystyle g}. Dette er også udtrykt i, at cobordismer er en monoidal kategori med hensyn til disjunkt forening og den tomme mængde.

Ydermere til eksempel kan definition af, at parringen er ikke-degenerativ, beskrives grafisk via den såkaldte slangerelation, dvs. således:
En parring siges at være ikke-degenereret, hvis der findes en co-parring således
|  |

Afsluttende kan frobeniusrelationen beskrives grafisk således:
|  |

Ud over commutativitet af multiplikation, som ses ovenfor, kan relationen angående co-associativ af co-multiplikationen samt relationerne angående enhed og co-enhed beskrives således:
|  |

|  |  |

Med andre ord kan kan en frobeniusalgebra på den måde beskrives grafisk. Yderligere kan vi beskrive en kommutativ (eller symmetrisk) frobeniusalgebra således:
|  |

## Links
http://mat.uab.es/~kock/TQFT.html Arkiveret 22. juli 2011 hos  Wayback Machine
http://ncatlab.org/nlab/show/Frobenius+algebra Arkiveret 3. november 2011 hos  Wayback Machine